# 포모사 오토모빌 코퍼레이션
포모사 오토모빌 코퍼레이션(영어: Formosa Automobile Corporation, 중국어: 台朔汽車股份有限公司)은 대만의 자동차 제조업체이다.

## 같이 보기
- 대만의 교통
- DAF 트럭